# Пехерн
Пехерн или Пехч (нем. Pechern; в.-луж. Pěchč) — деревня в Верхней Лужице, Германия. Входит в состав коммуны Краушвиц района Гёрлиц в земле Саксония. Подчиняется административному округу Дрезден.

## География
Находится на левом берегу реки Ныса-Лужицка, являющейся на этом участке государственной границей между Германией и Польшей.
Соседние населённые пункты: на северо-западе — деревня Скарбишецы и юго-востоке — деревня Вертко.

## История
Впервые упоминается в 1406 году под наименованием Pechir. До 1472 года входила в Княжество Саган. С 1994 года входит в состав современной коммуны Краушвиц.
В настоящее время деревня входит в состав культурно-территориальной автономии «Лужицкая поселенческая область», на территории которой действуют законодательные акты земель Саксонии и Бранденбурга, содействующие сохранению лужицких языков и культуры лужичан.
Исторические немецкие наименования
- Pechir, 1406
- Pechren, 1420
- Pechir(n), Pecherin, Bechirn, Becherin, Pechern, 1430
- Bechern, 1506
- Pechern, 1533

## Население
Официальным языком в населённом пункте, помимо немецкого, является также верхнелужицкий язык.
Лужицкий демограф Арношт Черник в своём сочинении «Die Entwicklung der sorbischen Bevölkerung» указывает, что в 1956 году при общей численности в 510 человека серболужицкое население деревни составляло 0,4 % (из них верхнелужицким языком пассивно владело 2 человека).
| 1825 | 1871 | 1885 | 1905 | 1925 | 1939 | 1946 | 1950 | 1964 | 1990 | 2011 |
| ---- | ---- | ---- | ---- | ---- | ---- | ---- | ---- | ---- | ---- | ---- |
| 287  | 351  | 347  | 281  | 418  | 487  | 546  | 530  | 436  | 253  | 217  |